# Vitalina Batsarashkina
Vitalina Batsarashkina est une tireuse sportive russe née le 1er octobre 1996. Vice-championne olympique en pistolet à 10 m aux Jeux olympiques d'été de 2016 à Rio de Janeiro, elle remporte deux titres olympiques lors des Jeux de Tokyo en 2021 dans les disciplines du pistolet à 10 m et 25 m et ajoute une deuxième médaille d'argent en équipe mixte à 10 m avec Artem Chernousov.

## Biographie
Vitalina Batsarashkina apprend à chasser avec son grand-père maternel Grigory Trokhleb à partir de l'âge de six ans. À dix ans, il lui apprend à tirer avec une arme et puis il lui en offre une. Quand Vitalina a 12 ans, son grand-père l'emmène dans un club de tir sportif. Fille d'un policier et petite-fille de deux grands-pères chasseurs, elle utilise leurs conseils.
À 19 ans, la Russe réalise le meilleur score des qualifications olympiques à 10 m en pistolet à air comprimé aux Jeux de Rio avant d'être battue par la Chinoise Zhang Mengxue en finale, remportant néanmoins une médaille d'argent olympique.
Vitalina Batsarashkina est médaillée d'or au pistolet à 10 m par équipe mixte aux Jeux européens de 2019 à Minsk avec Artem Chernousov.
Classée dixième tireuse du monde au début des Jeux de Tokyo, Vitalina Batsarashkina termine à la troisième position des qualifications et se qualifie en finale. Alignant les tirs réussis, elle prend la tête à trois tirs de la fin avec un 10,7 et s'impose sur l'épreuve du pistolet à air 10 m femmes en battant le record olympique avec un total de 240,3 points,. La sportive olympique russe tire avec aisance de sa main droite et repose sa main gauche dans sa poche pour mieux s'équilibrer, une technique discutée sur les réseaux sociaux. Lors de cette finale, Vitalina Batsarashkina se fait remarquer pour avoir arboré un collier du personnage Geralt de Riv du jeu vidéo The Witcher.

## Palmarès
- Jeux olympiques :
  -  Médaille d'argent en pistolet à 10 m air comprimé aux Jeux olympiques de 2016 à Rio de Janeiro,  Brésil.
  -  Médaille d'or en pistolet à 10 m air comprimé aux Jeux olympiques de 2020 à Tokyo,  Japon.
  -  Médaille d'or en pistolet à 25 m aux Jeux olympiques de 2020 à Tokyo,  Japon.
  -  Médaille d'argent en pistolet à 10 m air comprimé mixte aux Jeux olympiques de 2020 à Tokyo,  Japon.

- Championnats du monde : 
  -  Médaille d'or en pistolet à 10 m air comprimé mixte aux championnats du monde 2018 à Changwon,  Corée du Sud.
  -  Médaille d'argent en pistolet à 25 m aux championnats du monde 2018 à Changwon,  Corée du Sud.
  -  Médaille de bronze en pistolet à 10 m air comprimé par équipe aux championnats du monde 2018 à Changwon,  Corée du Sud.

- Jeux européens :
  -  Médaille d'or en pistolet à 10 m air comprimé mixte aux Jeux européens de 2019 à Minsk,  Biélorussie.

- Championnats d'Europe :
  -  Médaille d'or en pistolet à 10 m air comprimé par équipe en 2015 à Arnhem,  Pays-Bas.
  -  Médaille de bronze en pistolet à 10 m air comprimé mixte en 2015 à Arnhem,  Pays-Bas.
  -  Médaille d'or en pistolet à 10 m air comprimé par équipe en 2016 à Győr,  Hongrie.
  -  Médaille d'argent en pistolet à 10 m air comprimé mixte en 2017 à Maribor,  Slovénie.
  -  Médaille de bronze en pistolet à 10 m air comprimé par équipe en 2017 à Maribor,  Slovénie.
  -  Médaille d'or en pistolet à 10 m air comprimé par équipe en 2018 à Győr,  Hongrie.
  -  Médaille d'argent en pistolet à 10 m air comprimé mixte en 2019 à Osijek,  Croatie.
  -  Médaille de bronze en pistolet à 10 m air comprimé mixte en 2019 à Osijek,  Croatie.
  -  Médaille d'or en pistolet à 10 m air comprimé mixte en 2020 à Wrocław,  Pologne.
  -  Médaille d'or en pistolet à 10 m air comprimé mixte en 2021 à Osijek,  Croatie.
  -  Médaille d'argent en pistolet à 10 m air comprimé en 2021 à Osijek,  Croatie.
  -  Médaille d'argent en pistolet à 10 m air comprimé par équipe en 2021 à Osijek,  Croatie.
  -  Médaille de bronze en pistolet à 25 m air comprimé en 2021 à Osijek,  Croatie.